# Chibcha-Wassermäuse
Die Chibcha-Wassermäuse (Chibchanomys) sind eine im nördlichen Südamerika lebende Nagetiergattung aus der Gruppe der Fischratten innerhalb der Neuweltmäuse. Sie umfassen zwei Arten.
Wie die anderen Fischratten sind diese Tiere ans Wasserleben angepasst. Sie erreichen eine Kopfrumpflänge von 11 bis 13 Zentimetern, der Schwanz wird ebenso lang wie der Körper. Ihr Fell ist an der Oberseite schwarzgrau gefärbt, die Unterseite ist heller.
Sie leben im nördlichen Südamerika in Kolumbien, Venezuela, Ecuador und Peru. Mehrere Tiere wurden am Flussufer eines dicht bewaldeten Gebirges in rund 2500 Metern Höhe gefunden. Sie gehen im Wasser auf Nahrungssuche und ernähren sich von Wasserinsekten, Krebsen und anderen Wassertieren.
Es werden zwei Arten unterschieden:
- Chibchanomys orcesi wurde erst 1997 beschrieben. Die Art lebt im südlichen Ecuador.
- Chibchanomys trichotis ist in Venezuela, Kolumbien und Peru verbreitet. Vor ihrer Einordnung in die neue Gattung Chibchanomys wurde die Art in Ichthyomys eingegliedert.